# Station Bystra Mała
Station Bystrzyca Mała is een spoorwegstation in de Poolse plaats Lędowo.